# Gedangdowo
Gedangdowo is een bestuurslaag in het regentschap Blora van de provincie Midden-Java, Indonesië. Gedangdowo telt 2004 inwoners (volkstelling 2010).